# Stephen Wolfram
Stephen Wolfram (Londres, 29 de agosto de 1959) é um renomado cientista da computação, físico e empresário. É conhecido pelo seu trabalho em autômatos celulares, álgebra computacional, ciência da computação, matemática, física teórica e criador do programa de computador Mathematica. Wolfram publicou o livro A New Kind of Science em 2002, onde defende que programas simples podem explicar e ajudar a entender a natureza. Em 2012, tornou-se membro da American Mathematical Society.
Wolfram é fundador e CEO da Wolfram Research, atuando designer-chefe do Mathematica e do WolframAlpha. Atualmente seu trabalho se dedica à programação baseada no conhecimento, expandindo e aperfeiçoando a linguagem de programação do Mathematica, a Wolfram Language. Em 2015, lançou o livro An Elementary Introduction to the Wolfram Language.

## Biografia
Filho de Hugo e Sybil Wolfram, ambos judeus alemães que se refugiaram no Reino Unido em 1933, Stephen Wolfram nasceu em Londres em 1959. Sua avó materna foi a psicanalista britânica Kate Friedlander.
Hugo Wolfram era fabricante de tecidos e escritor com apenas um livro publicado (Into a Neutral Country, em tradução livre 'A caminho de um país neutro'). Sybil Wolfram foi professora de filosofia na Universidade de Oxford. Stephen Wolfram tem um irmão chamado Conrad, que também trabalha na Wolfram Research.
Stephen Wolfram estudou no Eton College, no St. John's College, Oxford, sem se formar para frequentar o California Institute of Technology (Caltech). Publicou seu primeiro artigo científico aos 15 anos e se formou doutor em física teórica aos 20 pela Caltech. A banca de sua tese era composta pelos professores Richard Feynman, Peter Goldreich, Frank J. Sciulli and Steven Frautschi, e foi presidida por Richard D. Field. Aos 21 anos, integrou o corpo docente da Caltech, quando recebeu um dos primeiros prêmios MacArthur.
De acordo com Wolfram em seu blog, ele desenvolveu o sistema de computação Mathematica para uso próprio, pois nos anos 1980 não conseguia realizar os cálculos de que precisava para seus estudos. Wolfram manteve contato com grandes mentes como o físico Richard Feynman e o falecido Steve Jobs, com quem desenvolveu diversas parcerias, como o NeXT e a integração do Wolfram Alpha e Siri no iPhone.
Em 2009, Wolfram lançou um site (http://www.wolframalpha.com), que traz uma nova forma de se realizar buscas na internet. Essa ferramenta realiza comparativos, ilustrações gráficas, cálculos matemáticos e partituras musicais. O site não entende sobre ciências sociais; trata de uma abordagem diferente do Google, e não é uma tecnologia de propósito geral.
Stephen Wolfram é casado com uma professora de matemática com quem tem 4 filhos.

## Carreira
Stephen Wolfram iniciou sua carreira acadêmica no Eaton College, no Reino Unido, porém por não gostar do curso abandonou-o pela metade e mudou-se para os Estados Unidos, mais especificamente para Califórnia, para estudar na Universidade Caltech, também conhecida como a meca de física teórica. Ao terminar seu doutorado em física aos 20 anos de idade, se tornou professor da instituição onde se formou e, aos 21 anos, foi a pessoa mais jovem a receber o Prêmio MacArthur, também conhecido como "Genius Fellowship".
Apesar de ter uma carreira acadêmica invejável, Wolfram decidiu abandonar a academia e fundar sua própria empresa com seu sobrenome Wolfram Research. Aos 27 anos, em 1986, lançou o programa computacional Mathematica, que é capaz de computar e resolver problemas nas mais diversas áreas do conhecimento. O cientista passou então a desenvolver o programa e trabalhar para que fosse uma obra-prima do mundo da computação. Várias fontes dizem que Wolfram trabalhava durante as noites e ligava para conhecidos a qualquer hora do dia ou da noite para aprender alguma nova especialidade, o que fazia com bastante facilidade. Em entrevista a IstoÉ Dinheiro, disse ter feito três grandes projetos em sua vida, um em cada década a partir dos anos 1980. O grande projeto da década de 1980 já foi mencionado, o Mathematica. Na década de 1990, Wolfram se dedicou a escrever o livro A New Kind of Science. A publicação gerou bastante controvérsia, mas de acordo com o cientista a natureza usa regras simples para gerar a complexa realidade do mundo. Além disso, essas regras simples podem todas ser computáveis, através deste novo paradigma a criação do seu terceiro grande projeto de vida foi possível: o Wolfram Alpha.
Wolfram diz que o Wolfram|Alpha é seu projeto mais ambicioso até o momento, cujo objetivo é tornar todo o conhecimento do mundo computável. A grande inovação promovida por ele e sua empresa foi de criar um mecanismo de busca, que na verdade é um processador de conhecimento computacional. A ideia do site é dar respostas a perguntas específicas, e de acordo com o criador, quando tais perguntas são colocadas em mecanismos tradicionais de busca não retornam nenhum resultado. Com quase dois anos desde o lançamento o Wolfram Alpha, teve o maior salto no número de usos quando novo iPhone foi lançado com a assistente Siri que faz uso do site para responder a perguntas específicas feitas pelos usuários. Wolfram diz agora estar buscando desenvolver a empresa e seus produtos e acreditar que num futuro próximo, o conceito de conhecimento computacional (introduzido pelo Wolfram Alpha) será algo onipresente no mundo da internet.
Em abril de 2020, a Wolfram anunciou o Projeto de Física da Wolfram como um esforço para reduzir e explicar todas as leis da física dentro de um paradigma de um hipergrafo que é transformado por regras mínimas de reescrita que obedecem à propriedade de Church-Rosser. O esforço é uma continuação das ideias que ele originalmente descreveu no livro A New Kind of Science. A ideia fundamental é a exploração da complexidade emergente dos sistemas de reescrita abstrata (denominada "sistema de substituição" no Wolfram MathWorld), onde os sistemas explorados se encontram principalmente em um extremo minimalista. A maioria dos exemplos vem de um sistema de reescrita em gráficos ordenados; alguns conceitos são ilustrados por exemplos pertencentes a sistemas de reescrita de cadeia de caracteres. Muitos dos fenômenos computacionais obtidos nesses sistemas têm analogia com as investigações anteriores de Wolfram sobre autômatos celulares. Esse sistema de gráfico ordenado recém-introduzido permite uma interpretação geométrica de uma maneira que os autômatos celulares não o fizeram, e são principalmente essas interpretações geométricas que fornecem um ponto de entrada em analogia com a lei física.
Wolfram possui um extenso registro de análises pessoais, incluindo e-mails recebidos e enviados, teclas pressionadas, reuniões e eventos participados, gravações de chamadas telefônicas e até movimentos físicos remontando à década de 1980. No prefácio de A New Kind of Science, ele observou que registrou mais de 100 milhões de teclas pressionadas e 160 km de movimentos do mouse. Ele afirmou que "[análises pessoais] podem nos proporcionar uma nova dimensão para experimentar nossas vidas".

Stephen Wolfram foi consultor científico no filme "Arrival" de 2016. Ele e seu filho, Christopher Wolfram, escreveram parte do código apresentado na tela, como o código em gráficos que representam uma análise dos logogramas alienígenas, para o qual utilizaram a Wolfram Language.